# اودسا (میزوری)
اودسا (به انگلیسی: Odessa) یک شهر در ایالات متحده آمریکا است که در شهرستان لافایت، میزوری واقع شده‌است. اودسا ۱۰٫۷۰ کیلومتر مربع مساحت و ۵٬۳۰۰ نفر جمعیت دارد و ۲۸۴ متر بالاتر از سطح دریا واقع شده‌است.